# Михай Віоряну
Міхай Хоря Віоряну (рум. Mihai Horia Vioreanu, нар. 3 жовтня 1974, Фегераш) — румунський професійний регбіст, який виступав на позиціях фулбека та центру. Після закінчення спортивної кар'єри став лікарем: зайнявся хірургічною ортопедією, працює в одній з ірландських клінік, доктор медицини; щорічно проводить понад 500 різних операцій на колінних і стегнових суглобах.

## Ігрова кар'єра
За час своєї ігрової кар'єри Віоряну виступав за тімішоарський клуб «Університатя», у сезоні 1998/1999 на правах оренди грав за бухарестське «Динамо» у розіграші Континентального щита, а також деякий час виступав у французькому «Страсбурзі». Протягом п'яти сезонів виступав за команду з Ірландії «Де Ла Саль Пальмерстоун», а потім грав за регбійний клуб при одній з лікарень Ірландії, після чого завершив ігрову кар'єру, зайнятися медичною практикою. За збірну Румунії провів 30 ігор, дебютувавши у 1994 році у матчі проти Англії та провівши останній матч у 2003 році проти Намібії. Зі збірною Румунії зіграв на Кубках світу 1999 року (три матчі проти Австралії, США й Ірландії) і 2003 року (чотири матчі проти Ірландії, Австралії, Аргентини та Намібії). У 30 іграх набрав 45 очок завдяки 9 спробам. У 2000 році з Румунією виграв Кубок європейських націй у першому дивізіоні.

## Кар'єра лікаря
У 1999 році Віоряну закінчив Тімішоарьский університет медицини та фармакології імені Віктора Бабеша з відзнакою; надалі поєднував кар'єру регбіста з магістерським навчанням у Франції й Ірландії (у Франції прожив 9 місяців). Оселився у Дубліні, має громадянство Румунії та Ірландії. Після переїзду до Ірландії пройшов навчання за спеціальністю «ортопедична хірургія» у Королівському хірургічному коледжі Ірландії, а також поглиблене вивчення первинного, комплексного та підсумкового обстеження стегнових та колінних суглобів у Ванкуверському центрі артропластики; у 2013 та 2014 роках відвідував Сідней, де проводив хірургічні операції з відновлення передньої хрестоподібної зв'язки, остеотомії великої гомілкової кістки, а також операції на хрящі та меніску. В операціях брали участь також професори медицини Джастін Роу та Лео Пінчевський.
У 2014 році Віоряну став почесним членом Азійсько-тихоокеанського товариства спортивної медицини (операції на колінних суглобах й артроскопія), отримавши можливість відвідувати кращі центри спортивної хірургії у КНР, Гонконгу, Австралії, Новій Зеландії та Японії, де проводяться операції на колінних суглобах, а також проходить подальше підвищення кваліфікації, обмінюватися досвідом у галузі спортивної медицини та брати участь в академічних зустрічах. У 2017 році він став почесним членом Європейського товариства спортивної травматології, хірургії колінних суглобів й артроскопії, отримавши можливість брати участь у роботі найкращих медичних центрів Європи в Мюнхені, Амстердамі, Ліоні та Лондоні.
Віоряну поєднує роботу хірурга (з 2014 року у Клініці спортивної хірургії, пізніше в ірландському шпиталі Mater Private) з читанням різних лекцій на національному та міжнародному рівні, а також публікацією наукових праць, монографій та посібників.

## Досягнення
- Володар Кубка європейських націй: 2000[en]

## Праці (вибірково)
- Justin Roe, Mihai Horia Vioreanu, Lucy J Salmon, Alison Waller, Leo Pinczewski. Ten-Year Comparison of Oxidized Zirconium and Cobalt-Chromium Femoral Components in Total Knee Arthroplasty // The Orthopaedic Journal of Sports Medicine. — DOI:10.1177/2325967116S00090.
- Social Media in Sports Medicine // The Future of Orthopaedic Sports Medicine. — Springer Cham, 2020. — С. 67-69. — ISBN 978-3-030-28975-1. — DOI:10.1007/978-3-030-28976-8_26.[10]